# Гнев человеческий
«Гнев человеческий» (англ. Wrath of Man) — британско-американский боевик-триллер 2021 года, двенадцатый полнометражный фильм, снятый Гаем Ричи в соавторстве с Иваном Аткинсоном и Марном Дэвисом. Он снят по мотивам французского фильма 2004 года «Инкассатор». Это четвёртая режиссёрская работа Ричи с ведущим актёром Джейсоном Стейтемом и первая после Револьвера (2005). Холт Маккэллани, Джеффри Донован, Крис Рейли, Джош Хартнетт, Лаз Алонсо, Рауль Кастильо, Деобия Опарей, Эдди Марсан и Скотт Иствуд появляются во второстепенных ролях. В фильме Эйч (Стейтем) — новый водитель инкассаторского грузовика в Лос-Анджелесе, чьё предотвращение ограбления приводит к тому, что его навыки обращения с оружием и таинственное прошлое подвергаются сомнению.
Фильм вышел в прокат в нескольких странах 22 апреля 2021 года, в США — 7 мая, а в Великобритании — 10 декабря. Несмотря на неоднозначные отзывы критиков, фильм собрал в мировом прокате 104 миллиона долларов.

## Сюжет

### Пролог
Фильм начинается сценой ограбления инкассаторского фургона компании «Fortico», в ходе которого гибнут инкассаторы и случайный свидетель.
Основное действие разворачивается в следующих четырёх главах.

### Глава 1: Злой дух
В инкассаторскую компанию «Fortico» в поисках работы приходит на собеседование человек по имени Патрик Хилл (Джейсон Стейтем). Чтобы стать инкассатором, ему нужно пройти тренировки и сдать тестовые испытания с результатом не ниже 70 %.
Его куратором становится опытный инкассатор по прозвищу "Пулемёт" (Холт Маккэлани). Хилл проходит испытание с результатом ровно 70 %, его берут на работу и дают позывной «Эйч» («H»), по первой букве фамилии. Первые несколько выездов проходят без происшествий. Но однажды фургон пытаются захватить бандиты, сумевшие взять в заложники Пулемёта. Второй напарник Эйча, Дэйв (Джош Хартнетт), оказывается не способен проявить хладнокровие во внештатной ситуации, и Эйчу приходится взять дело в свои руки. Дэйв и Пулемёт потрясены до глубины души — новичок расправился с нападавшими быстро, очень профессионально и совершенно безжалостно. После инцидента Эйча допрашивают агенты ФБР, но их начальник, специальный агент Кинг (Энди Гарсиа), прямо приказывает им не вмешиваться в это дело. Руководитель инкассаторов, Терри (Эдди Марсан), советует Эйчу взять месячный отпуск, положенный сотрудникам «Fortico» после сложных инцидентов; но очень довольный президент «Fortico» благодарит Хилла за мужество и эффективность защиты и убеждает Терри не отстранять его от работы, ибо тот стал примером, мотиватором для других инкассаторов (что по сути так и есть — Эйч завоевывает хорошую репутацию у своих коллег).
Спустя три месяца на фургон в очередной раз совершено нападение, на этот раз в центре Чайнатауна. Бандиты газовой атакой выкуривают Эйча, Пулемёта и Дэйва из грузовика. Но, к большому удивлению двух последних, преступники, увидев Хилла, неожиданно разворачиваются и уезжают. Дэйв и Пулемёт начинают понимать, что Эйч — не тот, за кого себя выдаёт. Эйч в это же время проводит ночь с инкассаторшей Даной (Нив Алгар), находит в её доме тайник с крупной суммой денег и допрашивает её. Дана признается, что действительно украла эти деньги, которые выпали из сумок при перевозке, и отложила их себе на пенсию. Эйч решает ей поверить, но предупреждает, что наблюдает за ней.

### Глава 2: Выжженная земля
Оказывается, что Эйч (настоящее имя — Мэйсон Харгривз) — глава преступного синдиката, контролирующего Чайнатаун, и преступники, ретировавшиеся во время нападения на фургон при виде своего шефа, оказываются его подчинёнными.
За 5 месяцев до действия первой главы к Эйчу на каникулы приехал его сын Дагги. Но именно в этот день синдикату необходимо было проследить за выездом одного из грузовиков «Fortico», чтобы установить маршрут перевозки денег для подготовки налёта. Человек из банды Эйча попал в случайную аварию, полиция задержала его для дачи показаний, и его напарник вынужден был вести слежку в одиночку, незамедлительно доложив об этом боссу. Поскольку все прочие члены группировки были далеко от места действия, Эйч согласился подменить наблюдателя и на несколько минут подъехал к пункту назначения с сыном, с которым они собирались пообедать. Он наблюдал за тем, как фургон отъезжает от места погрузки денег, и через пару минут стал очевидцем того самого ограбления, с которого начался фильм. Во время нападения двое инкассаторов и Дагги были застрелены как лишние свидетели, а рванувшийся к сыну Эйч тяжело ранен.
После реабилитации Эйч решительно настроен отомстить за смерть сына и, буквально подняв на ноги весь преступный мир Лос-Анджелеса, просит спецагента ФБР Кинга, с которым давно и хорошо знаком, не вмешиваться, поскольку синдикат может за месяц выполнить работу, которую ФБР не сделает и за двадцать лет. Кинг даже передаёт ему список основных подозреваемых, которые давно «на карандаше» у федералов, но доказательств для их ареста и осуждения не хватает.
Несколько недель очень интенсивных и чрезвычайно жёстких поисков убийц Дагги проходят безрезультатно. В конце концов один из ближайших подчинённых Эйча по имени Майк набирается смелости переговорить с боссом начистоту — предложить тому сбавить обороты и продумать новую стратегию поиска. Неожиданно Эйч соглашается с Майком. Он ненадолго уезжает в Лондон, попросив свою знакомую Кирсти (Лайн Рени) создать для него «чистую» личность. Та блестяще справляется с просьбой — формирует полный комплект документов на новое имя, создаёт новую биографию, где указывает стаж работы в крупной европейской инкассаторской компании, готовит рекомендации. И через некоторое время главный герой, теперь называющий себя «Патрик Хилл», появляется в офисе «Fortico» в поисках работы.

### Глава 3: Как животные
Эта глава повествует о группе бывших солдат армии США, служивших в Афганистане и на Ближнем Востоке. Отставные герои живут достаточно сложно и крайне недовольны тем, как родина ценит своих защитников.
Дабы свести концы с концами и обеспечить безбедное будущее для своих семей, группа под руководством некоего Сержанта (Джеффри Донован) решает использовать свои боевые навыки для совершения ограблений. Первым делом они нападают на работодателя одного из своих товарищей, который недоволен тем, что ему недоплачивают зарплату. Следующей целью оказывается серия нападений на инкассаторские машины. Наводки на фургоны «Fortico», как выясняется, даёт один из сотрудников фирмы, бывший сослуживец Сержанта. Под видом строителей люди Сержанта блокируют дорогу и заставляют инкассаторов выйти из машины. Однако операция идёт не по плану, инкассаторы, успев предупредить полицию о нападении, пытаются дать отпор, и тогда молодой член группы Джен (Скотт Иствуд) убивает не только инкассаторов, но и Дагги, случайного свидетеля, не вовремя оказавшегося рядом с местом ограбления, а затем стреляет в подбегающего Эйча.
Спустя некоторое время банда снова собирается, чтобы провести последнее крупное дело — ограбление в «Чёрную пятницу», — день распродаж, когда кассы работают на износ и инкассаторские фургоны набиты под завязку. Преступники снова собираются напасть на «Fortico». Но на этот раз не на отдельную машину, а прямо на депо, где к концу дня должна собраться внушительная сумма — 180 миллионов долларов. Операция просчитывается до мельчайших деталей, все понимают, что могут не вернуться, в связи с чем один из солдат предупреждает Сержанта, что Джен может опьянеть от жадности и попытаться забрать всю сумму себе.

### Глава 4: Печень, лёгкие, селезёнка, сердце
Наступает день последнего ограбления. Эйч вместе с Пулемётом возвращаются в депо. В ходе поездки Пулемёт спокойно, как о чём-то совершенно обыденном, рассказывает Эйчу, что он и есть тот самый информатор банды Сержанта. Он обещает, что Эйч, лично ему глубоко симпатичный, останется в живых, если не будет мешать им завершить дело — в кабине грузовика обязательно должен сидеть второй человек, поскольку дежурный, открывающий ворота для въезда, по инструкции должен видеть в машине минимум двоих инкассаторов.
Банда проникает в депо, спрятавшись в фургоне Эйча и Пулемёта, и берет в заложники инкассаторов и Терри. Оружейники дают отпор бандитам, но на тех надеты бронированные костюмы, и сотрудники «Fortico» гибнут в бесполезной перестрелке. Однако диспетчер успевает нажать кнопку тревоги, и к депо немедленно выезжают полиция и спецназ. Эйч, связанный по рукам и ногам, тем временем умудряется ликвидировать двоих из нападавших, разрезать путы и освободить взятых в заложники Терри и Дэйва. Завязывается перестрелка, в ходе которой погибают все инкассаторы (кроме Терри), но и бандиты несут потери. В конце концов, оставшиеся в живых преступники (Сержант, Джен и Пулемёт) втроём покидают депо, во время выезда, как им кажется, ликвидировав Эйча.
Сержант подготовил неожиданный и очень эффективный путь отхода. Но в конце концов от полиции и спецназа сумел уйти только Джен, который добил тяжело раненого Сержанта, а затем, не желая делиться добычей, застрелил и Пулемёта. В своём доме он отмечает успешное окончание дела, но в одной из сумок обнаруживает зазвонивший мобильный телефон, который в депо сумел туда подбросить Эйч.
Эйч, успевший надеть под форму инкассатора бронекостюм одного из нападавших, остался в живых. Отследив сигнал своего телефона, он проникает в дом Джена и требует, чтобы тот вслух зачитал заключение судебно-медицинской экспертизы о смерти Дагги, которое раздобыла его знакомая. После прочтения Эйч четырежды стреляет в Джена в том порядке, который описан в экспертизе: первая пуля в печень, вторая — в лёгкие, третья — в селезёнку, последняя, четвёртая — в сердце. После этого Хилл покидает квартиру Джена, оставив деньги агентам ФБР, и уезжает в неизвестном направлении.

## В ролях
| Актёр               | Роль                                |
| ------------------- | ----------------------------------- |
| Джейсон Стэтхэм     | Патрик «Эйч» Хилл / Мэйсон Харгривз |
| Холт Маккэлани      | Хейден «Пуля» Блейр                 |
| Джош Хартнетт       | Дэйв Хэнкок                         |
| Джеффри Донован     | Джексон Эйнсли                      |
| Скотт Иствуд        | Джен                                |
| Энди Гарсиа         | Кинг, специальный агент ФБР         |
| ДеОбия Опарей       | Брэд                                |
| Лаз Алонсо          | Карлос                              |
| Рауль Кастильо      | Сэм                                 |
| Крис Рейлли         | Том                                 |
| Эдди Марсан         | Терри Росси                         |
| Нив Алгар           | Дана Кёртис                         |
| Тайг Мёрфи          | Ширли                               |
| Алессандро Бабалола | Стюарт                              |
| Даррелл ДʼСильва    | Майк                                |
| Бабс Олусанмокун    | Могги                               |
| Кэмерон Джек        | Брендан                             |
| Рокки Уильямс       | «Полый» Боб Мартин                  |
| Марк Арнольд        | Супер                               |
| Джош Каудери        | Хаббард                             |
| Джейсон Вонг        | Оуки                                |
| Роб Дилейни         | Блейк Холлс                         |
| Илай Браун          | Дагги                               |
| Томас Доминик       | Джером                              |
| Алекс Фернс         | Липкий Джон                         |
| Лайн Рени           | Кирсти                              |
| Ева Маклин          | Джейн                               |
| Post Malone         | грабитель                           |
| Джералд Тайлер      | оружейник                           |
| Керри Шейл          | доктор                              |

## Производство
О производстве картины было объявлено в октябре 2019 года. Тогда же стало известно, что режиссёром и сценаристом фильма выступит Гай Ричи, а главную роль в проекте исполнит Джейсон Стейтем. Холт Мак-Кэллони присоединился к проекту позже в том же месяце. Съёмки фильма начались в ноябре и проходили в Лос-Анджелесе и Лондоне с присоединившимися к актёрскому составу Скоттом Иствудом, Джеффри Донованом, Лазом Алонсо, Джошем Хартнеттом и Нив Алгар, а Metro-Goldwyn-Mayer взялись за местное распространение фильма. В январе 2020 года Рауль Кастильо пополнил актёрский состав фильма.
Как и в случае с фильмом «Джентльмены», перед началом съёмок «Гнева человеческого» Ричи собрал всех актёров для предварительного прогона всего будущего фильма. Этот прием Ричи называет «черный ящик», и он кардинально отличается от стандартной читки сценария. Используя минимум декораций и реквизита, актёры буквально проигрывают весь фильм, а камера фиксирует происходящее. За несколько часов, которые уходят на подобное мероприятие, создается черновой вариант каждой сцены картины.

«Если бы мне пришлось до конца своей карьеры работать только на фильмах Гая Ричи, я был бы очень счастливым человеком».— Джейсон Стейтем, актер

## Маркетинг
Два локализованных трейлера фильма были опубликованы в сети 29 марта 2021 года.

## Отзывы и оценки
Фильм получил сдержанные оценки в западной прессе. По данным Rotten Tomatoes, 68 % отзывов были положительными, по данным Metacritic, средняя оценка составила 57/100. RT обобщает мнения критиков так: «„Гнев человеческий“ выжимает ровно столько, сколько необходимо, из своего слабого сюжета. Гай Ричи и Джейсон Стейтем воссоединились ради увлекательного, насыщенного действием аттракциона».
Российские издания поставили фильму более высокие оценки. Так, Егор Москвитин, «Esquire.ru» считает, что «Гай Ричи и Miramax сознательно делают ставку на брутальное ретро — и на тоску зрителя по сильной руке. Мы и правда скучаем, поэтому будем два часа смотреть на экран, как кролик на удава», а Дмитрий Соколов, «Kinomania.ru» полагает, что это «не столько новый, сколько другой Гай Ричи — лишенный фирменной иронии, но заполнивший её отсутствие динамикой и саспенсом. Сочетание для британца непривычное, но в итоге успешное».